# El conte del moliner

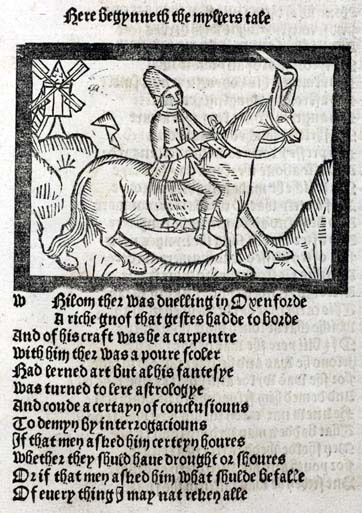
El moliner. Il·lustració de Richard Pynson. 1492.

El conte del moliner forma part de Els contes de Canterbury (The Canterbury Tales), una col·lecció d'històries escrites per Geoffrey Chaucer al segle xiv (dos d'ells en prosa, la resta en vers). Els contes, dels quals alguns són originals i d'altres no, són narrats per un grup de pelegrins que van des de Londres fins a Canterbury a visitar el santuari del sant Thomas Beckett a la Catedral de Canterbury.

## Pròleg

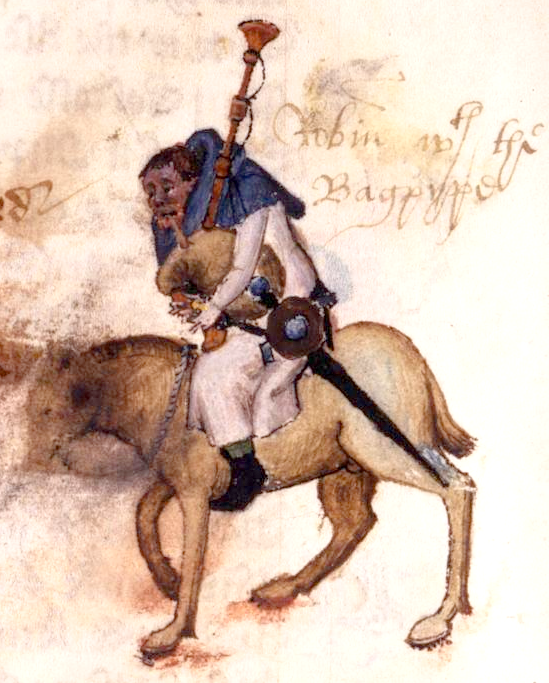
El moliner

El pròleg és una conversa entre Bailey i el moliner. L'amfitrió volia un home de bé per explicar-li el conte, però al final, deixa que el moliner narri la seva història. Aquest és retratat com un borratxo, que no sap parlar, només escridassar. Adverteix que els homes no haurien de ficar-se massa en els assumptes de les seves senyores o de Déu en avançament als esdeveniments del seu conte.
El conte del Moliner tracta de l'engany comès per un jove estudiant a un fuster per poder anar al llit amb la seva dona. L'administrador, un altre dels viatgers, resulta ser un fuster, i li adverteix al Moliner que no faci burla de la seva professió, el Moliner respon que la seva intenció no és insultar els fusters o retratar-los com a idiotes, i tot i l'advertència, explica la seva història. El segueix el conte de l'administrador (The Reeve's Tale). En aquest l'administrador pren venjança del Moliner i se'n burla en el conte parlant d'un estudiant que enganya un moliner deshonest i avariciós.

## Argument
Joan, un vell fuster benestant que vivia a la ciutat d'Oxford, s'havia casat amb una noia de divuit anys, molt bonica, a qui mantenia tancada a casa per gelosia. A la casa hi vivia un estudiant anomenat Nicolau, aficionat a l'estudi de l'astrologia, que se sentia atret per la dona del fuster, Alison, que també se sentia atreta per ell.
Un dia que el fuster va haver d'anar a Oseney, Alison i Nicolau projectar un pla per enganyar-lo i poder estar junts tota la nit. Nicolau va passar tot el dia a la seva habitació, fingint estar malalt, i quan el fuster el va anar a buscar, li va explicar que havia estat observant els astres i havia descobert que plouria en gran quantitat. El va convèncer perquè pengés tres gerres del sostre, on es ficarien Alison, Nicolau i el fuster, i les deixaria anar per surar en l'aigua i salvar-se. El fuster s'ho va creure i es va afanyar a acomplir la tasca encomanada per l'estudiant, es va ficar en una de les grans gerres i es va posar a esperar, quedant-se adormit. Així, Nicolau i Alison van poder estar junts sense ser molestats durant tota la nit.
A l'alba, Absalom, un sagristà de l'església, va decidir declarar el seu amor a Alison. Es va situar sota la finestra de la cambra on es trobava aquesta amb Nicolau i la va cridar. En contestar ella que no l'estimava, Absalom li va dir que se n'aniria si li feia un petó. Alison va voler llavors gastar una broma, i en comptes de treure la seva cara per la finestra, va treure el seu darrere, que el sagristà va besar. En adonar-se del que havia passat, va voler venjar-se. Va ser a casa d'un amic ferrer i li va demanar manllevat un rasclet que encara estava calent. Va tornar a trucar Alison des de la finestra, i aquesta vegada va ser Nicolau qui es va voler burlar d'ell, traient les natges per la finestra com havia fet ella, però Absalom li va posar el ferro roent. En sentir el dolor, Nicolau va començar a llançar crits de dolor, demanant aigua, de manera que el fuster es va despertar sobresaltat i, creient que el diluvi havia començat, va deixar anar la gerra, va caure a terra i es va trencar un braç. El poble va anar-hi en sentir el terrabastall i se'n van burlar en veure'l a terra parlant d'un diluvi, creient-lo boig.

## Anàlisi
El conte combina l'argument d'altres Fabliaux externs a la narració, el segon diluvi i el petó mal adreçat, que apareixen a la literatura de l'època. Aquest argument pujat de to no només serveix per introduir El conte de l'administrador, sinó que segueix la seqüència general de la comèdia que arriba a la seva fi amb l'inacabat Conte del cuiner.
Els crítics veuen molts símbols cristians dins El conte del moliner. Algunes parts s'assemblen a l'Anunciació, amb Nicolás com l'Àngel Gabriel i Alison com Maria, mentre el pobre fuster és Josep.
El personatge d'Absalom presenta un altre tema de la història, la corrupció de l'església. Altres històries de  Els contes de Canterbury  també tracten d'aquest tema.
Les feministes han criticat ocasionalment la història pel tractament d'Alison com un "premi" per qui es barallen els tres personatges principals. Encara que altres mantenen que aquesta posició és una mica exagerada, i responen que Alison tria lliurement a qui atorgar el seu afecte, és un personatge amb personalitat i no necessàriament lliure de tota culpa.